# Kirchspielslandgemeinde Schwesing
Die Kirchspielslandgemeinde Schwesing war eine Gemeinde im Kreis Husum (vom 1. Oktober 1932 bis zum 30. September 1933 Kreis Husum-Eiderstedt).

## Geographie

### Fläche und Einwohnerzahl
Die Kirchspielslandgemeinde hatte am 16. Juni 1925 insgesamt 2321 Einwohner an 31 Wohnplätzen. Am 1. Oktober 1930 betrug ihre Fläche 81,63 km2.

### Nachbargemeinden
Nachbargemeinden waren im Uhrzeigersinn im Norden beginnend die Kirchspielslandgemeinde Viöl (im Kreis Husum), die Gemeinde Treia (im Kreis Schleswig) sowie die Kirchspielslandgemeinden Ostenfeld und Mildstedt, die Stadt Husum und die Kirchspielslandgemeinde Hattstedt (alle im Kreis Husum).

## Geschichte
Mit der Verordnung vom 22. September 1867 wurden in der preußischen Provinz Schleswig-Holstein die selbständigen Landgemeinden eingeführt. Anders als im übrigen Provinzgebiet gab es im Westen Schleswig-Holsteins, nämlich in Dithmarschen und im Kreis Husum, eine besondere Form der kommunalen Verwaltung. Diese wurde unangetastet übernommen. So wurden aus den Gebieten der Kirchspiele, in denen bereits weltliche Strukturen vorhanden waren, politische Gemeinden, die Kirchspielslandgemeinden.
Die in den Kirchspielslandgemeinden als "Untereinheit" vorhandenen Dorfschaften und Dorfgemeinden wurden in der Regel am 1. April 1934 zu selbständigen Gemeinden/Landgemeinden. Aus dem Gebiet der Kirchspielslandgemeinde Schwesing wurden am 1. April 1934 die sechs Gemeinden Ahrenviöl, Hochviöl, Immenstedt, Oster-Ohrstedt, Schwesing und Wester-Ohrstedt neu gebildet.
Am 1. Dezember 1934 wurde aus einem Teil der Gemeinde Ahrenviöl die neue Gemeinde Ahrenviölfeld gebildet.